# Флоаря Калоте
Флоаря Калоте (рум. Floarea Calotă; нар. 27 березня 1956, с. Беука, жудець Телеорман) — румунська співачка народної музики. Депутат законодавчих зборів 1990-1992 років, коли її обрали в окрузі Телеорман за списками партії Фронту національного порятунку під назвою Floarea Calotă Lupu, а також у захонодавчих зборах 1992-1996 років, коли вона була обрана в той же повіт у списках Соціал-демократичної партії Румунії. У 1978 році отримала трофей «Квітка в саду».

## Фільмографія
- Початок істини (Дзеркало) (1994)

## Зовнішні посилання
- Astăzi e ziua ta... Floarea Calotă!, 27 martie 2010, Ramona Vintila, Jurnalul Național